# Gerardo Núñez
Gerardo Núñez Díaz (Jerez de la Frontera, Cádiz, 29 de junio de 1961) es un guitarrista y compositor español de flamenco y jazz flamenco.

## Trayectoria
Fue alumno de Rafael del Águila. A los catorce años ya acompañaba a cantaores como Tío Gregorio "el Borrico", Terremoto de Jerez y La Paquera. Grabó como acompañante del Turronero, Pansequito y de Indio Gitano. Como compositor e intérprete ha colaborado en diversas obras de Mario Maya como ¡Ay Jondo! y el Yerma de Lorca. 
Núñez comenzó a ser internacionalmente reconocido tras su participación en un importante número de festivales alrededor de todo el mundo, como concertista de guitarra: París, Nueva York, Colonia, La Habana, Múnich... Especialmente a partir de su participación en un cuarteto de guitarras con Enrico Rava, Alex de Grassi y Briam Gare. Ha colaborado también con el bajista Eberhard Weber y el acordeonista Richard Galliano. Otros músicos de jazz con los que ha colaborado y grabado son John Patitucci, Danilo Pérez, Arto Tuncboyaciyan, Strunz & Farah o Perico Sambeat.
En agosto de 2012, su álbum Travesía se situó en el #12 de la Lista Europea de World Music.

## Discografía
- El Gallo Azul (Flamencos Accidentales, GASA, 1987)
- Flamencos en Nueva York (España: GASA/Europa y EUA: Verabra Records, 1989)
- Flamencos en Nueva York (DRO East West, 1989). Recopilación de los dos discos anteriores
- Jucal (El Gallo Azul, 1994)
- Jucal (Alula Records, 1997). Versión ampliada en 15 minutos para edición internacional
- Salomé (Art-Danza, 1998). Banda sonora del espectáculo de danza "Salomé".
- Calima (Alula Records, 1998)
- Jazzpaña II (Act 9284-2, 2000)
- Cruce de Caminos, con Perico Sambeat (Resistencia RESCD 115, 2001)
- Pasajes Passages, con Perico Sambeat (Resistencia, 2002)
- Un Ramito de Locura, con Carmen Linares (Mercury, 2002)
- La Nueva Escuela de la Guitarra Flamenca (ACT/Karonte, 2003)
- Andando el Tiempo (ACT, 2004)
- Travesía (ACT, 2012)
- Logos, con Ulf Wakenius (ACT, 2016)